# Hervormde kerk (Hensbroek)
De Hervormde kerk is een eenbeukig dorpskerkje voorzien van ingesnoerde naaldspits, gelegen aan de Kerkweg 2 in het Noord-Hollandse Hensbroek. De kerk werd van 1657 tot 1658 gebouwd in gotische trant. In de kerk bevinden zich een preekstoel uit 1631 en een 17e-eeuws doophek, koperen doopboog en drie blakerarmen, drie grote koperen kronen en psalmenbordje.
De toren is voorzien van een stichtingssteen met het jaartal 1657. In de toren bevindt zich een klokkenstoel met een klok van Everardus Splinter uit 1637. Het mechanisch torenuurwerk stamt uit 1940 en is gemaakt door Eijsbouts.
Zowel de toren als kerk staan sinds 1972 als rijksmonument ingeschreven in het monumentenregister.
Rond Pasen is er ieder jaar een kunstexpositie in de kerk.

## Orgel
In 1902 werd de kerk voorzien van een orgel. Aangezien de restauratie van het oude orgel te veel geld kostte is het orgel in de loop der tijden vervangen door een nieuw. Enkele jaren geleden werd het instrument door blikseminslag beschadigd en raakte buiten gebruik.

## Foto's

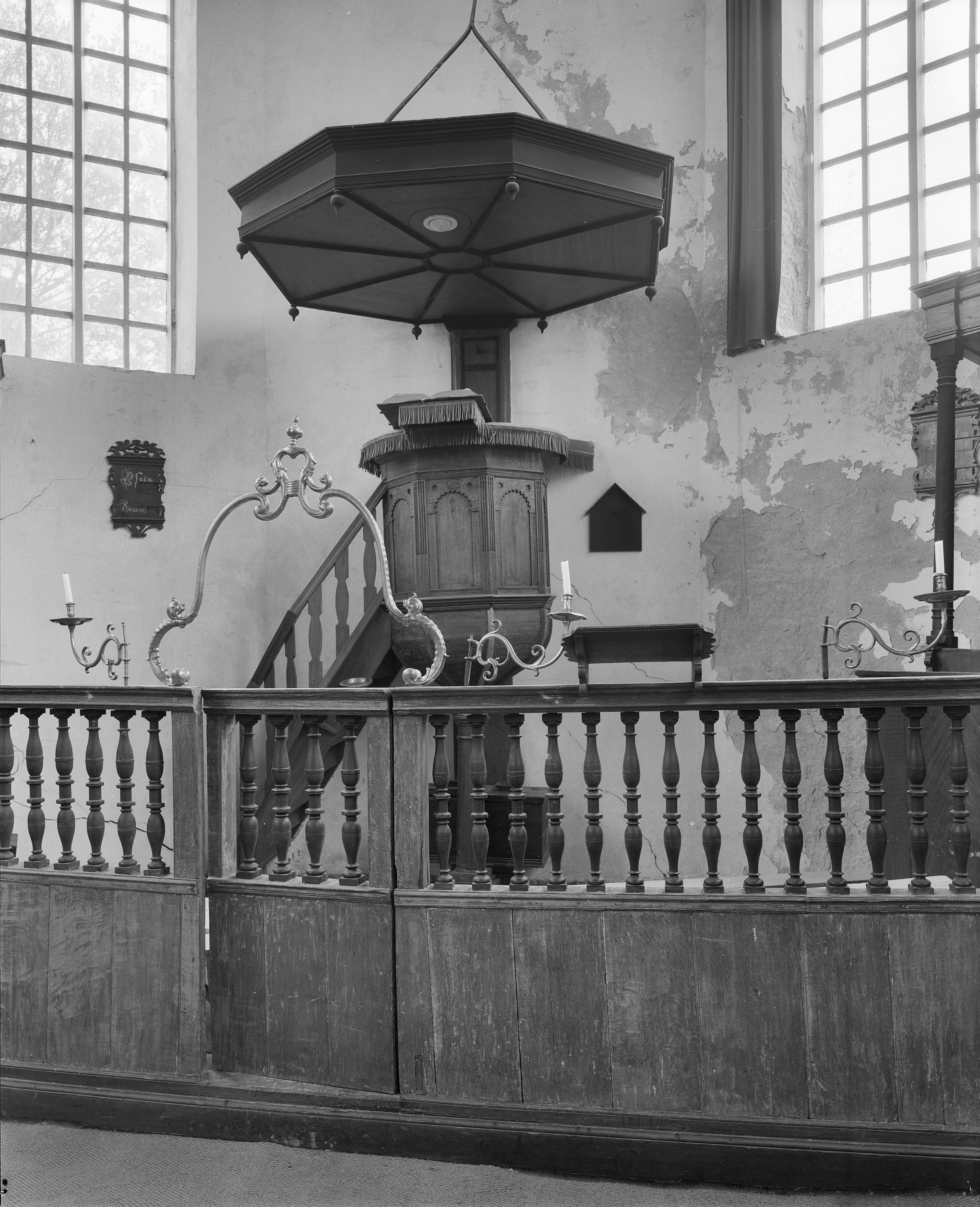
Preekstoel
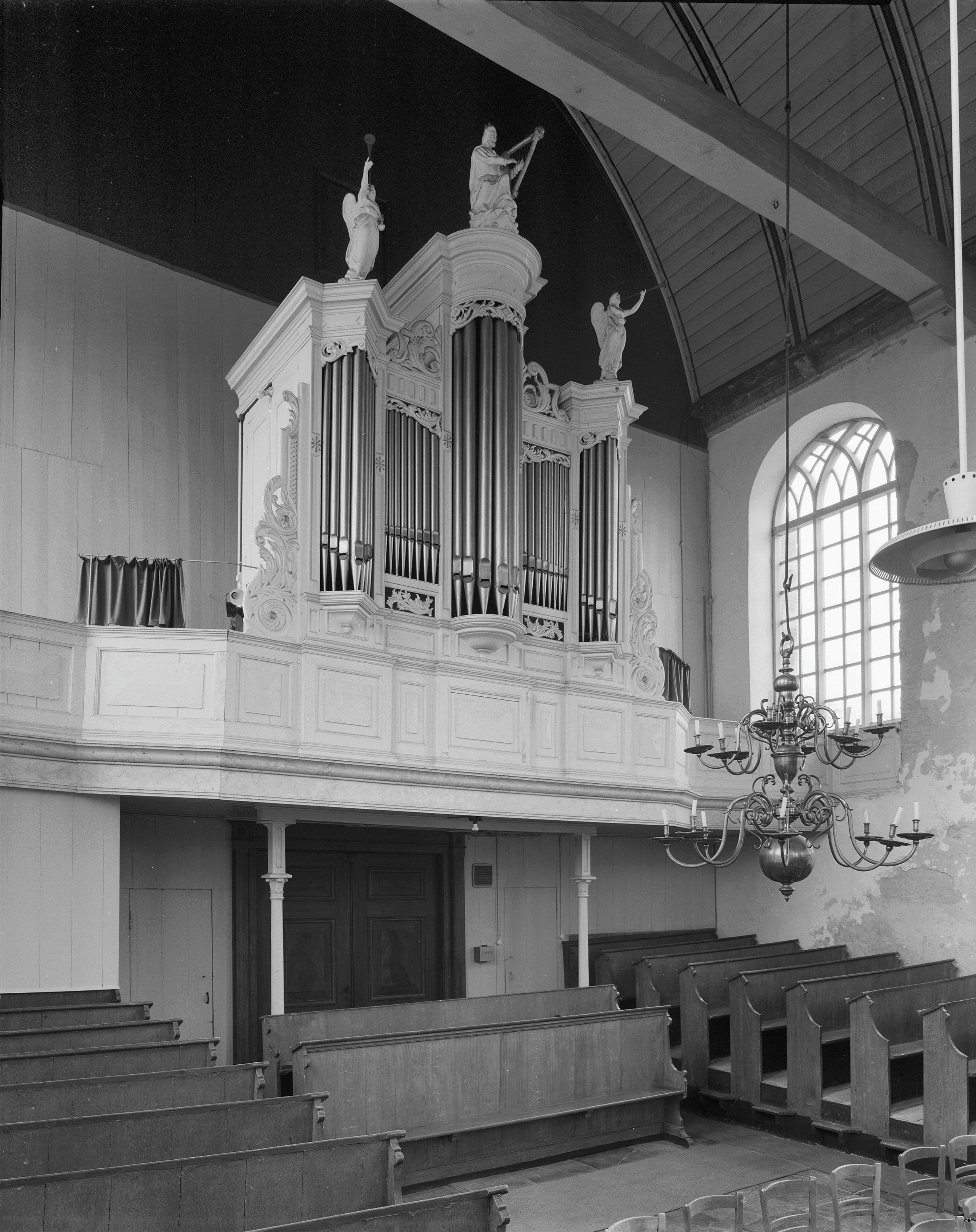
Orgel
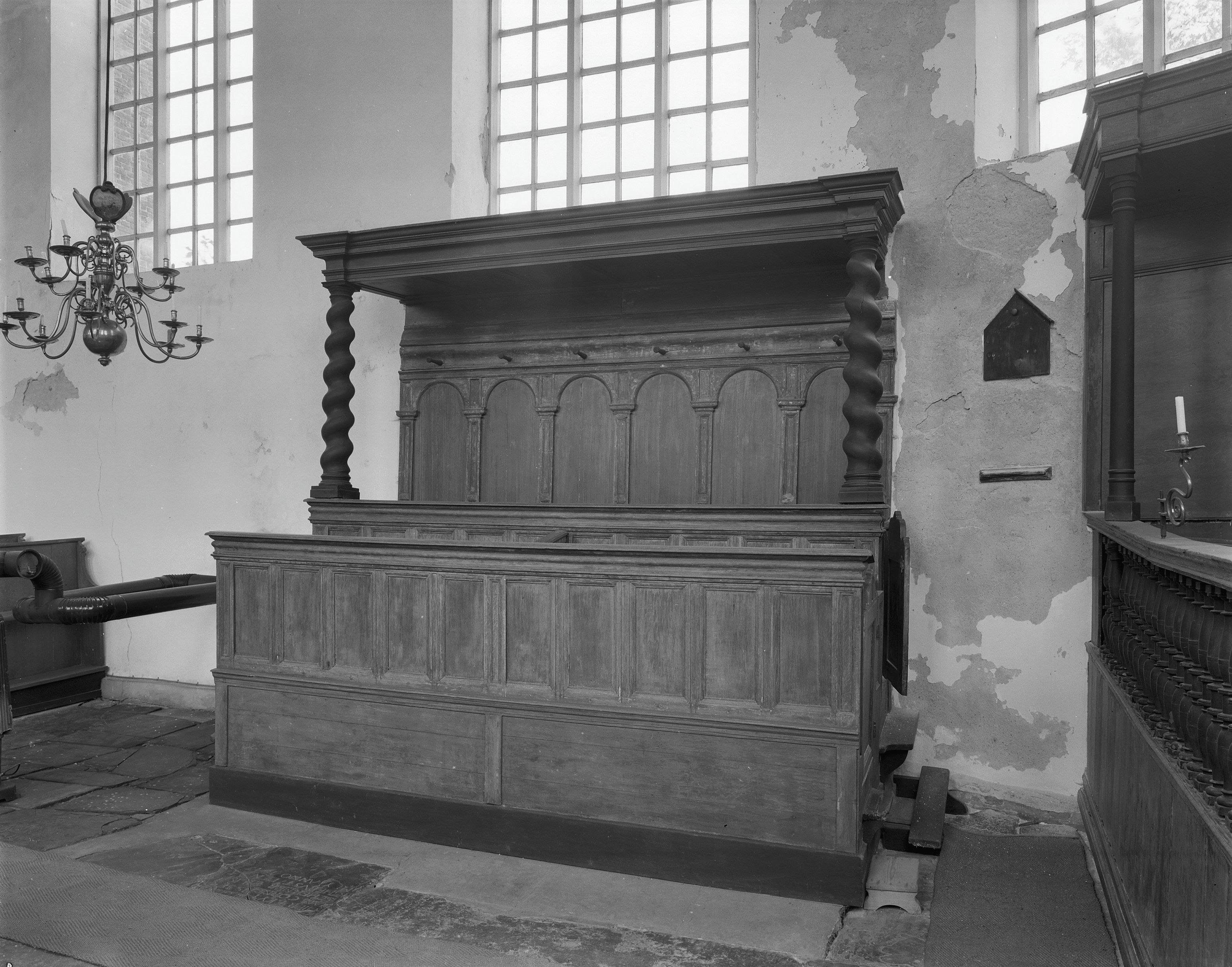
Herenbank
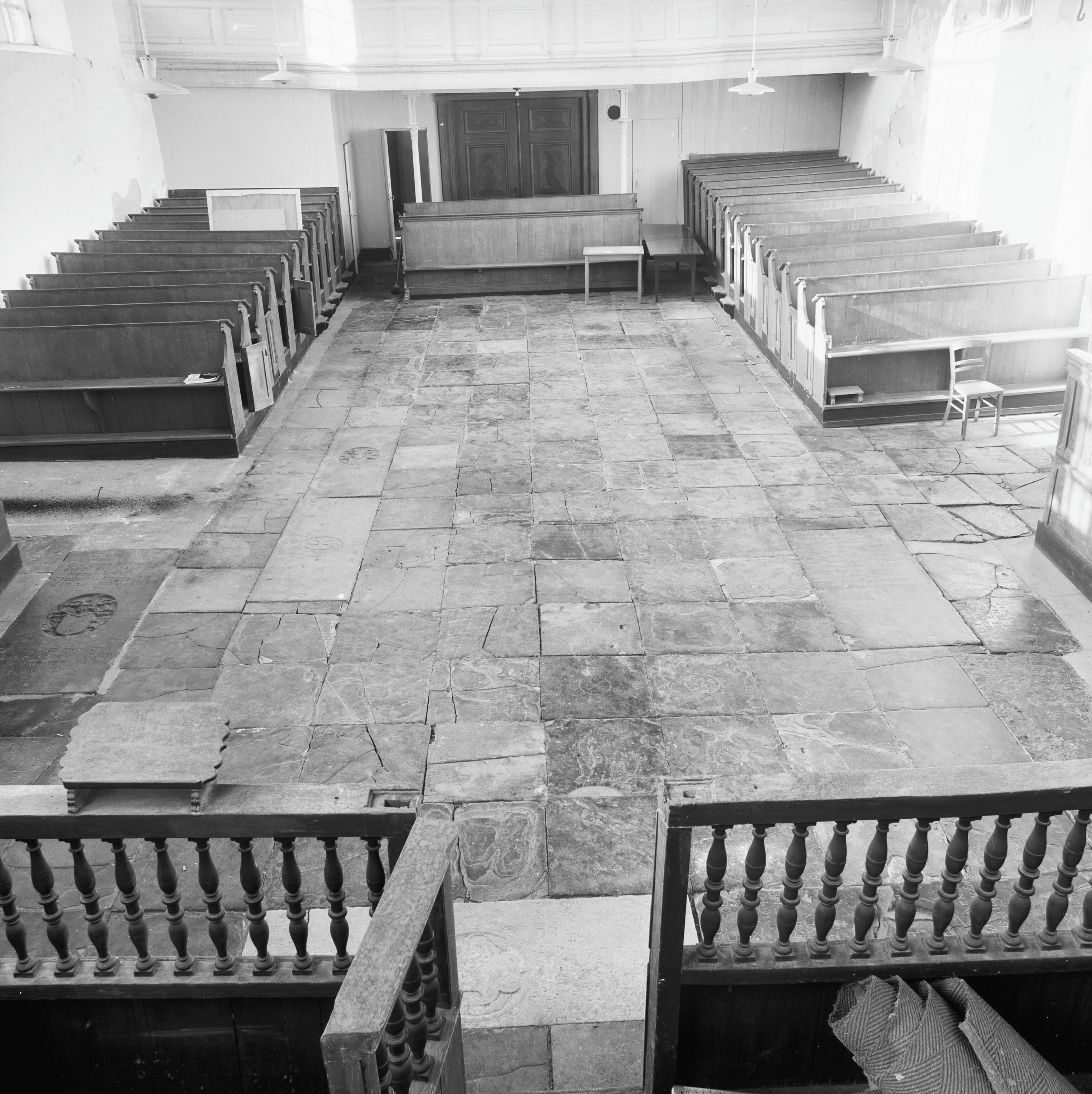
Zerkenvloer